# Zhou Yu (wielrenner)
Zhou Yu (5 januari 1999) is een Chinees baanwielrenner.

## Carrière
Zhou nam in 2019 voor het eerst deel aan het wereldkampioenschap, in de teamsprint werd hij met de Chinese ploeg negende. Op de Aziatische kampioenschappen werd hij al driemaal derde in de teamsprint. In 2024 nam hij voor het eerst deel aan de Olympische Spelen waar hij 7e werd in de teamsprint, 27e in het keirin en 20e in de sprint.

## Erelijst
| Jaar  | CK                 | AK                     | WK                       | Overige                                                |
| ----- | ------------------ | ---------------------- | ------------------------ | ------------------------------------------------------ |
| Elite |                    |                        |                          |                                                        |
| 2018  |                    |                        |                          | Aziatische Spelen: · teamsprint · 6e sprint            |
| 2019  |                    | teamsprint · 5e sprint | 9e teamsprint            |                                                        |
| 2020  |                    | teamsprint             | 22e sprint               |                                                        |
| 2021  |                    |                        |                          |                                                        |
| 2022  |                    |                        | 7e teamsprint 23e keirin |                                                        |
| 2023  | sprint · 7e keirin | teamsprint · 6e sprint | 7e teamsprint            | Aziatische Spelen: · keirin · sprint · teamsprint      |
| 2024  | teamsprint         |                        |                          | Olympische Spelen: 7e teamsprint 27e keirin 20e sprint |